# Wettern Live Museum

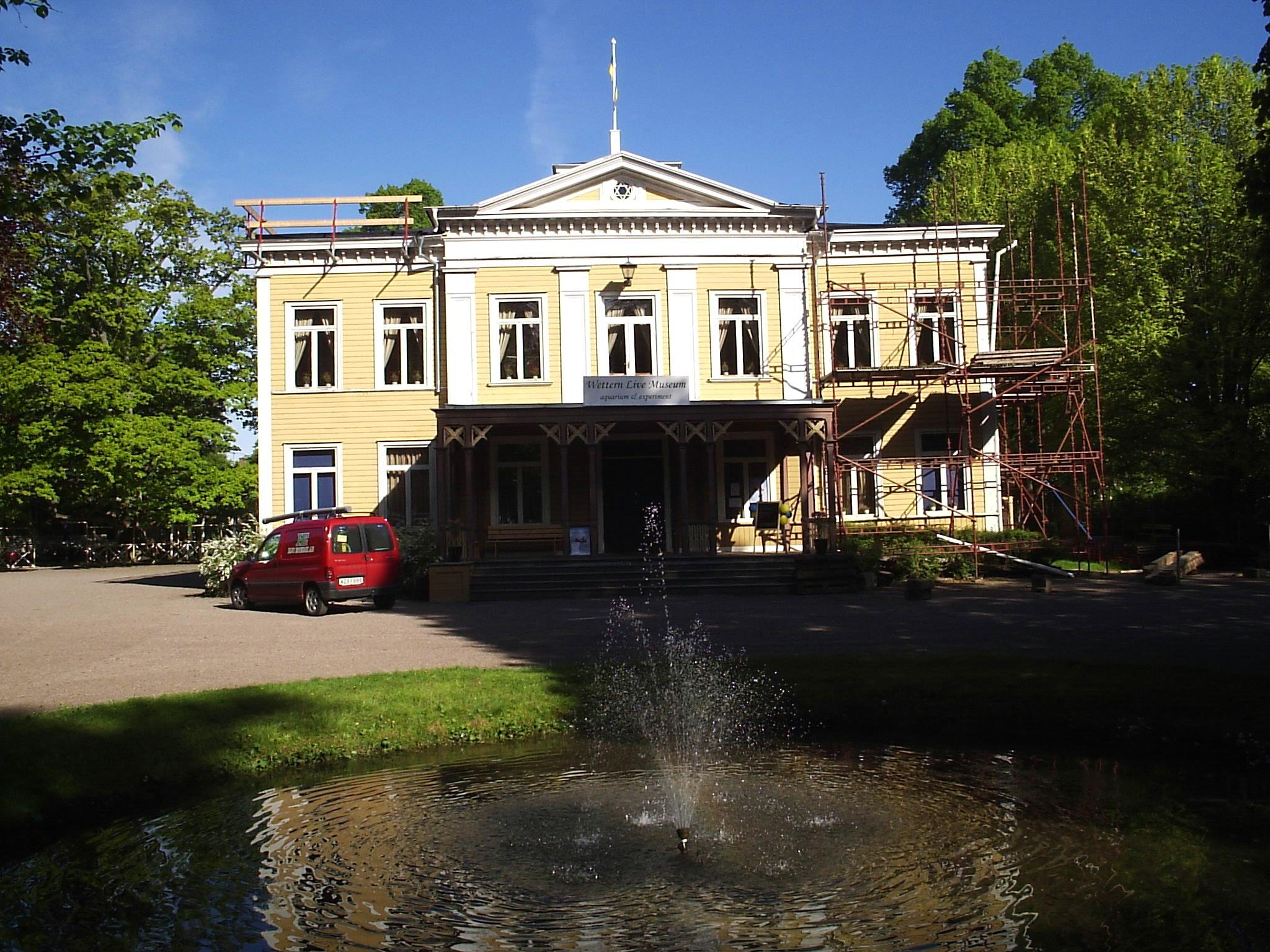
Das Museum im Stadtpark des Ortes

Das Wettern Live Museum (früher Vätternarchiv) war ein naturgeschichtliches Museum in der schwedischen Stadt Hjo.
Das Museum war im Sozietätshaus, einem der alten Holzgebäude aus der Zeit, als Hjo Kurort war, untergebracht. In der Basisausstellung wurden in großen Aquarien die im Vättersee lebenden Fischarten gezeigt. Daneben wurden jährlich Wanderausstellungen der staatlichen Stiftung Riksutställningar gezeigt.
Seit 2006 ist im Sozietätshaus das Experimenthuset (auf Deutsch „Experimentehaus“) beheimatet, in dem Kinder verschiedene spielerische Experimente ausprobieren und an Veranstaltungen teilnehmen können.